# 安東 (静岡市)

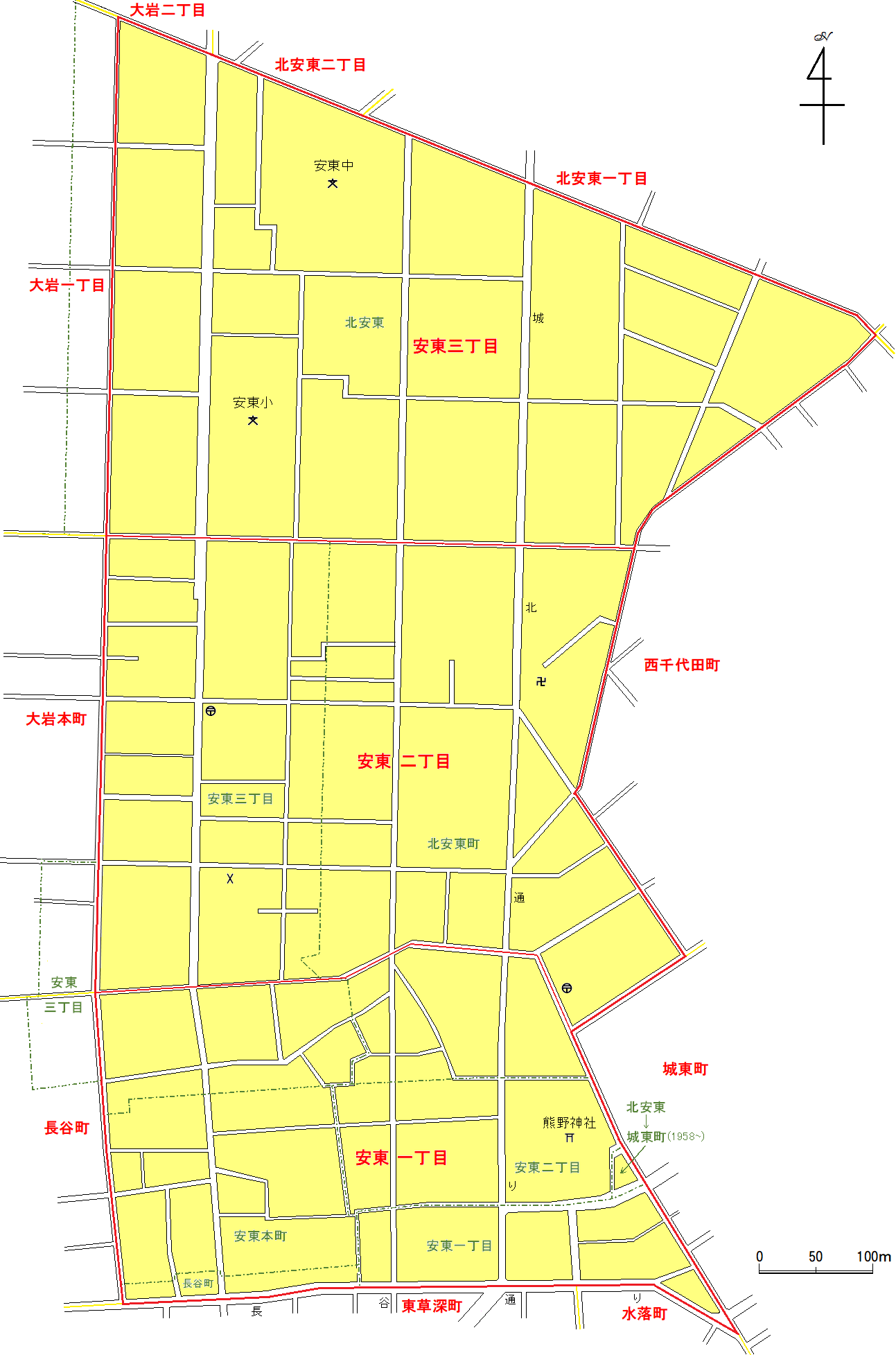
安東の、現在と1968年以前の町域を表した地図。1931年以前は全域が大字北安東。
赤線内の黄色の面・・・現在の安東の町域　赤字・・・現在の町名　黄線・・・現在の町界　黒線・・・公道　黒字・・・町内の主要施設名　緑色の一点鎖線・・・旧町界　緑字・・・旧町名

安東（あんどう）は静岡県静岡市葵区にある町名。一丁目から三丁目まで存在する。住居表示実施済み。

## 地理
葵区の駿府城公園の北側に位置する。安東の地名は1889年に安東村が発足した際につけられたものだが、それ以前は北安東と南安東の2地区が存在していた。「安東」とは安倍川の東という意味。

## 歴史
- 明治初期に宮内村、長谷村、北安東村、柳新田村、静岡明屋敷（一部）が合併し北安東村が、宮中村、丸山村、大岩村、大在家村、平ヶ谷村が合併して大岩村が成立する。
- 1889年（明治22年）4月1日 北安東村と大岩村が合併して安倍郡安東村が発足。
- 1929年（昭和4年）3月1日 安東村が静岡市に編入。
- 1932年（昭和7年）1月1日 北安東の一部より安東一〜三丁目、安東本町、北安東町、安東柳町、長谷町が新設される。
- 1968年（昭和43年）2月1日 下記のように区域変更、同時に住居表示される。
  - 安東一丁目、安東二丁目、安東本町の全域と安東三丁目、北安東町、城東町、長谷町の各一部で「安東一丁目」となる。
  - 安東三丁目、北安東町の各一部で「安東二丁目」となる。
  - 安東三丁目の残部は住居表示されずにそのままとなる。
- 1969年（昭和44年）4月1日 安東三丁目の残部が大岩本町と長谷町に編入され、北安東の一部が「安東三丁目」となり、住居表示される。
  - 安東二丁目と三丁目は住居表示の前後で全く異なる区域となる。なお安東柳町は1932年の新設以降、区域の変更はされていない。
- 2005年（平成17年）4月1日 静岡市が政令指定都市となり、安東全域が葵区に属する。

## 世帯数と人口
2020年（令和2年）12月31日現在の世帯数と人口は以下の通りである。
| 町丁       | 世帯数    | 人口    |
| ---------- | --------- | ------- |
| 安東一丁目 | 785世帯   | 1,664人 |
| 安東二丁目 | 913世帯   | 2,131人 |
| 安東三丁目 | 775世帯   | 1,811人 |
| 計         | 2,473世帯 | 5,606人 |

## 自治会・町内会
- 安東一丁目1区自治会
- 安東一丁目2区自治会
- 安東一丁目3区自治会
- 安東一丁目4区自治会
- 安東一丁目5区自治会
- 安東二丁目1区自治会
- 安東二丁目2区自治会
- 安東二丁目3区自治会
- 安東三丁目自治会
- 安東北部自治会

上記以外の町内会・自治会に属する区域もある。

## 小・中学校の学区
市立小・中学校に通う場合、学区は以下の通りとなる。
| 丁目       | 小学校             | 中学校             |
| ---------- | ------------------ | ------------------ |
| 安東一丁目 | 静岡市立葵小学校   | 静岡市立城内中学校 |
| 安東二丁目 | 静岡市立安東小学校 | 静岡市立安東中学校 |
| 安東三丁目 | 静岡市立安東小学校 | 静岡市立安東中学校 |

## 施設
- 静岡市立安東小学校
- 静岡市立安東中学校
- 静岡県知事公舎
- 静岡中央警察署 安東交番

## その他

### 日本郵便
- 郵便番号 : 420-0882[1]（集配局：静岡中央郵便局）
- 安東二丁目に静岡安東郵便局、静岡城北郵便局が設置されている。